# 埃爾西諾湖 (加利福尼亞州)
埃爾西諾湖（英語：Lake Elsinore），是美國加利福尼亞州里弗赛德县下属的一座城市。建市于1888年4月9日，面积大约为36.21平方英里（93.8平方公里）。根据2010年美国人口普查，该市有人口51,821人。